# 石川県立金沢二水高等学校
石川県立金沢二水高等学校（いしかわけんりつ かなざわにすいこうとうがっこう、英: Ishikawa Prefectural Kanazawa Nisui High School）は、石川県金沢市緑が丘に所在する公立高等学校。

## 概要
生徒数は約1200名。同窓会は1948年（昭和23年）10月15日に新設された「金沢第二高等学校」の卒業生を第1期とし、第2期からは金沢二水高等学校卒業生となっている。しかし旧制金沢第一高女を間接的に継いでいるという位置づけのため、同時期に発足した金沢泉丘高校（旧金沢一中）、金沢桜丘高校（旧金沢三中）、1963年（昭和38年）に旧金沢二中の系譜を引くものとして設立された金沢錦丘高校とは異なり、旧制中学校・女学校とのつながりはない。1学年は現在10クラスで約400名の生徒がいる。通称、二水（にすい）。

## 沿革
（沿革節の主要な出典は公式サイト）

### 経緯
県内で優秀な人材を育てるため、女子のみの金沢第二高等学校が新設された。翌年に男女共学などの変更もあり、現在の金沢二水高等学校が設立された。さらに学科の廃止など変更を数年がかりで行い、普通科のみ高等学校になる。1998年（平成10年）に老朽化した校舎の移転が行われた。現在は国際的に活躍できる人材づくりを目標においている。

### 年表
- 1948年（昭和23年）
  - 4月 - 学制改革により金沢市穴水町（現：金沢市長土塀1-9）の県立金沢第一高等女学校校舎に、女子のみによる金沢第二高等学校を新設。
  - 9月 - 定時制課程を併置。
- 1949年（昭和24年）
  - 4月 - 男女共学、普通科に商業科と家庭科を加えた総合制の金沢二水高等学校として創設される。
  - 5月 - PTA発足。
  - 10月 - 創立記念式典挙行（10月15日を創立記念日と定める）、校歌制定。
- 1950年（昭和25年）3月 - 校旗樹立、同窓会結成。
- 1951年（昭和26年）1月 - 家庭科の募集停止。
- 1952年（昭和27年）2月 - 石川県立金沢中央高等学校（本校の一部を使用）の設立に伴い定時制課程廃止（校舎は1966年まで共用）。
- 1957年（昭和32年）1月 - 石川県立金沢商業高等学校の発足に伴い商業科の募集停止。
- 1958年（昭和33年）10月 - 金沢市長坂町リ7番地に新校舎を竣工し、金沢市穴水町の校舎より移転。
- 1959年（昭和34年）10月 - 体育館竣工。
- 1960年（昭和35年）8月 - 運動場完成。
- 1963年（昭和38年）
  - 5月 - 本校校地内に理科教育センターを新設。
  - 6月 - 表示変更により、本校所在地を金沢市緑が丘20番15号に変更。
- 1964年（昭和39年）7月 - プール竣工。
- 1969年（昭和44年）10月 - 講堂兼体育館竣工。
- 1972年（昭和47年）12月 - 正面玄関に「三思の石」を設置。
- 1973年（昭和48年）10月 - 創立25周年記念事業として「友情の庭」「松籟の苑」を造成。
- 1975年（昭和50年）11月 - 教育センター分室（旧理科教育センター）庁舎を本校に分属。
- 1978年（昭和53年）9月 - 創立30周年記念事業として「語らいの庭」を造成。
- 1980年（昭和55年）8月 - 教室棟・弓道場竣工、テニスコート造成。
- 1985年（昭和60年）9月 - 図書館棟増築工事完成。
- 1987年（昭和62年）5月 - 体育館改築竣工。
- 1988年（昭和63年）10月 - 「松籟の苑」にブロンズ像「暁に」を建立。
- 1990年（平成2年）
  - 5月 - 運動場改修工事。
  - 11月 - 教育用パソコン設置。
- 1996年（平成8年）
  - 9月 - 校舎改築にともない、金沢大学城内キャンパス跡地の仮校舎に移転。
  - 12月 - 新校舎起工式。
- 1997年（平成9年）4月 - 石川県教委から二学期制研究校に指定される。
- 1998年（平成10年）
  - 8月 - 新校舎に再移転。
  - 9月 - 新校舎落成式。
- 1999年（平成11年）4月 - 2学期制施行。
- 2003年（平成15年）4月 - 石川県教委から「いしかわスーパーハイスクール」に指定される（3年間・2006年から延長、2009年から再延長）。
- 2004年（平成16年）7月 - 普通教室にエアコン設置。
- 2005年（平成17年）
  - 4月 - 創立60周年記念事業の一環として同窓会よりマイクロバス一台の寄贈。
  - 12月 - ランニングロード完成。
- 2008年（平成20年）2月 - 人工芝敷設。
- 2010年（平成22年）3月 - テニスコート改修工事。
- 2012年（平成24年）4月 - 石川県教委から「いしかわニュースーパーハイスクール」に指定される。
- 2013年（平成25年）4月 - 「いしかわニュースーパーハイスクール」に関連し、2年生にリアルサイエンス、グローバルソリューションの2コースを設置。
- 2025年（令和7年）SSH（スーパーサイエンスハイスクール）に指定される。

## 教育方針
教科の学習効果を高めて有為な資質を養うとともに、ホームルーム・部活動・生徒会活動などを通じて、生徒の明朗で活力ある人間形成に資するよう努める。
スクールカラーはオレンジ。

### 教育目標
- グローバル社会を生き抜く創造的な人材の育成
- 適性の発見と進路の確立
- 健康・明朗にして、人間性豊かな品格の陶冶

### 教育方針
- グローバルリーダーとして必要な論理的・批判的能力、協働する力、的確な発信力を育成する。
- ホームルーム・部活動・生徒会活動等を通して、明朗で活力ある人づくりを推進する。

## 学校行事
陸上記録大会（5月）
金沢市営陸上競技場で行われる。50ｍ走、持久走、ハンドボール投げの記録の測定を行う。また、学年別のクラス対抗制リレーがあり、全校生徒が一丸となって応援する。
二水ACT(アクト)（6月）
ACTは、Action（行動）・Cooperation（協力）・Tradition（伝統）の頭文字を取ったもの。金沢市内各地をゴミ拾いをしながら巡る。生徒会主催。毎年PTAの作るめった汁が振舞われる。
二水祭（7月）
いわゆる文化祭。かつては9月前半に行われていた。石川県内で行われる高校の学園祭の中でもたいへん規模が大きく、2日間に渡って行われる。各文化部や有志によるパフォーマンスの他、1,2年生はクラスや舞台の発表を、3年生は模擬店を企画する。同時に学校の一般開放も行われており、受験希望の生徒や卒業生、保護者、他校生、地域住民などが多数来場する。売上金は寄付や学校備品などの購入などに充てられる。
修学旅行（9月）
2年生が対象。以前は沖縄、その後山口・広島や北海道等だったが、2007年（平成19年）度から、中国（上海・蘇州）への3泊4日となった。事前学習として、2年生の夏休み頃から中国語の学習を行う。これは語学の単位にはならないが、総合的な学習としての単位であり、実質的な必須科目となっていた。指導は金沢大学の外国語科の中国語選択者や中国人留学生などに依頼していた。2009年（平成21年）度はノロウイルスの影響を受け北海道へと一時変更になった。2012年（平成24年）6月18日、中国の修学旅行先で食中毒が発生し、139名が症状を訴えた。2013年（平成13年）以降は台湾となっている。現在では2年生の9月に実施されているが、過去は2年生の6月に実施されていた。変更された理由は修学旅行先が梅雨の時期（北海道を除く）とかぶるため天気が悪いことが多かったためであるが、変更後も台風の時期と重なり天候が悪いと指摘されている。
二水LIVE(ライブ)（3月）
タイトルにおける"LIVE"は、Liberty（自由）・Identity（自己）とInternationalism（国際）・Volunteer（奉仕）・Environment（環境）の頭文字を取ったもの。また、そのままLive（生きる）の意味もある。生徒会主催のボランティア活動・体験活動である。部活動単位で参加し、地域の保育園を訪問したり、清掃活動を行う。
オレンジコンサート（3月）
校内で行われる。文化部による活動報告や有志のパフォーマンス、生徒会企画などがある。タイトルにおける「オレンジ」は、二水高校のスクールカラーである。
球技大会（3月）
1.2年のみ、クラス対抗形式で行われる。実施競技はサッカー、バレーボール、ソフトボール、卓球、バスケットボールなどがあり、毎年人気のある競技を行う。

## 生徒会
構成
会長、副会長、書記（2名）、会計、執行委員（前期10名、後期10名）。執行委員は１年生の各ホームから前期、後期各一名ずつ選出される。
活動内容
- 前期は二水ACT、二水祭など
- 後期はオレンジコンサート、球技大会、二水LIVEなど

## 部活動
体育系では過去には、全国高等学校バドミントン選手権大会を制した事もある。また、馬術やフェンシングなどの競技も盛んである。一方、文化系では、NHK全国学校音楽コンクールや全日本合唱コンクールで、長年に渡って上位の成績を収めた合唱部、全国高校新聞コンクールで長年にわたって優秀賞を受賞し続けている新聞部、かつては全国大会や北陸大会の常連でもあり、現在でも多数の部員を擁する吹奏楽部のような存在もある。
- 運動部 - 陸上競技、水泳、剣道、弓道、野球、バドミントン、卓球、ソフトテニス、バスケットボール（男・女）、バレーボール（男・女）、サッカー、ラグビー、スキー、山岳・スキー、馬術、フェンシング、テニス（男・女）
- 文化部 - 物理、化学、生物、合唱、吹奏楽、文芸、美術、写真、放送、演劇、ESS、JRC、茶道、書道
- 同好会 - 家庭、かるた

## 校歌
作詞：折口信夫、作曲：下総皖一

## アクセス
- 北陸鉄道バス20、21、22、25番「十一屋」バス停徒歩約7分
- 北鉄金沢バス81番「二水高校前」バス停徒歩すぐ
- 北陸鉄道バス31、81番「泉野一丁目」バス停徒歩5分
- 20番台路線が本数が多く、片町、金沢駅を経由するため利用者が多い。
- 自転車通学も多く、金沢駅から自転車で来る人もいる。

## 出身著名人
- 浅川マキ - 歌手
- 松栄立也 - 企業経営者、DMM.com社長
- 栂野尾悦子 - 元バドミントン選手
- 上野千鶴子 - 社会学者、東京大学名誉教授、ウィメンズアクションネットワーク（WAN）理事長
- 鹿賀丈史 - 俳優、声優
- 亀井和恵 - 元NHK金沢放送局キャスター
- 黄金咲ちひろ - モデル、タレント
- 小堀秀毅 - 旭化成社長、日本経団連副会長
- 下谷政弘 - 経済学者、京都大学名誉教授、福井県立大学教授
- 竹村りゑ - 北陸放送アナウンサー
- 出口竜正 - 漫画家
- 土井晴人 - 元ミュージシャン、WEBプロデューサー、音楽プロデューサー、ペットケアーアドバイザー
- 真田弘美 - 東京大学名誉教授、石川県立看護大学副理事長・学長
- 中野紘志 - ボート選手、新日鐵住金所属
- 中村信一 - 医師、元金沢大学学長、中日文化賞受賞
- 長田哲也 - 石川県議会議員、元北陸放送アナウンサー
- 中村元風 - 芸術家
- 南部健一 - 工学者、東北大学名誉教授、紫綬褒章受章
- 半田玲子 - トランポリン選手
- 福島彩乃 - 北陸放送アナウンサー
- 古章子 - トランポリン選手
- 堀内貴晃 - 作曲家
- 御木本伸介 - 俳優
- 宮崎正弘 - 作家、評論家
- 森喜朗 - 自民党、衆議院議員、第85・86代内閣総理大臣
- 安田真理 - フリーアナウンサー
- 山元加津子 - 作家・養護教諭
- 小出義夫 - 物理学者、元静岡県立大学教授・大阪大学招聘教授